# Mikael Wedar
Mikael Wedar, född 1972, svensk dirigent och sångare (tenor).
Mikael Wedar utbildades först till kantor vid Sköndalsinstitutet, senare följde studier vid Kungliga Musikhögskolan i Stockholm, först på Instrumental- och ensemblelärarlinjen med inriktning körsång, sedan vid samma högskolas diplomutbildning i kördirigering, med studier för professor Anders Eby. En tid arbetade han som kantor i S:t Peterskyrkan i Stockholm, och senare som körledare och musiklärare vid Stockholms Musikgymnasium. 2007 startades inom ramen för det så kallade "Storstadsprojektet" en blandad ungdomskammarkör inom Storkyrkoförsamlingen i Stockholm. Kören fick S:t Jacobs kyrka som hemvist och döptes till S:t Jacobs Ungdomskör, med Mikael Wedar som ledare. Kören har sedan rönt internationell uppmärksamhet med ett flertal utmärkelser och tävlingsvinster i olika körtävlingar i Europa. Sedan år 2017 går kören under namnet S:t Jacobs Vokalensemble. 
Mikael Wedar jobbar tillfälligt som dirigent på Kungsholmens gymnasium/stockholms musikgymnasium.
Mikael Wedar är också verksam som solist i olika sammanhang, och sjunger i Eric Ericsons Kammarkör.
Mikael Wedar var 2009 en av kandidaterna till att ta över efter Cecilia Rydinger Alin som dirigent i Allmänna Sången.